# Krascheninnikovia lenensis
Krascheninnikovia lenensis là loài thực vật có hoa thuộc họ Dền. Loài này được (Kumin.) Tzvelev mô tả khoa học đầu tiên năm 1993.